# Dorfkirche Spreenhagen

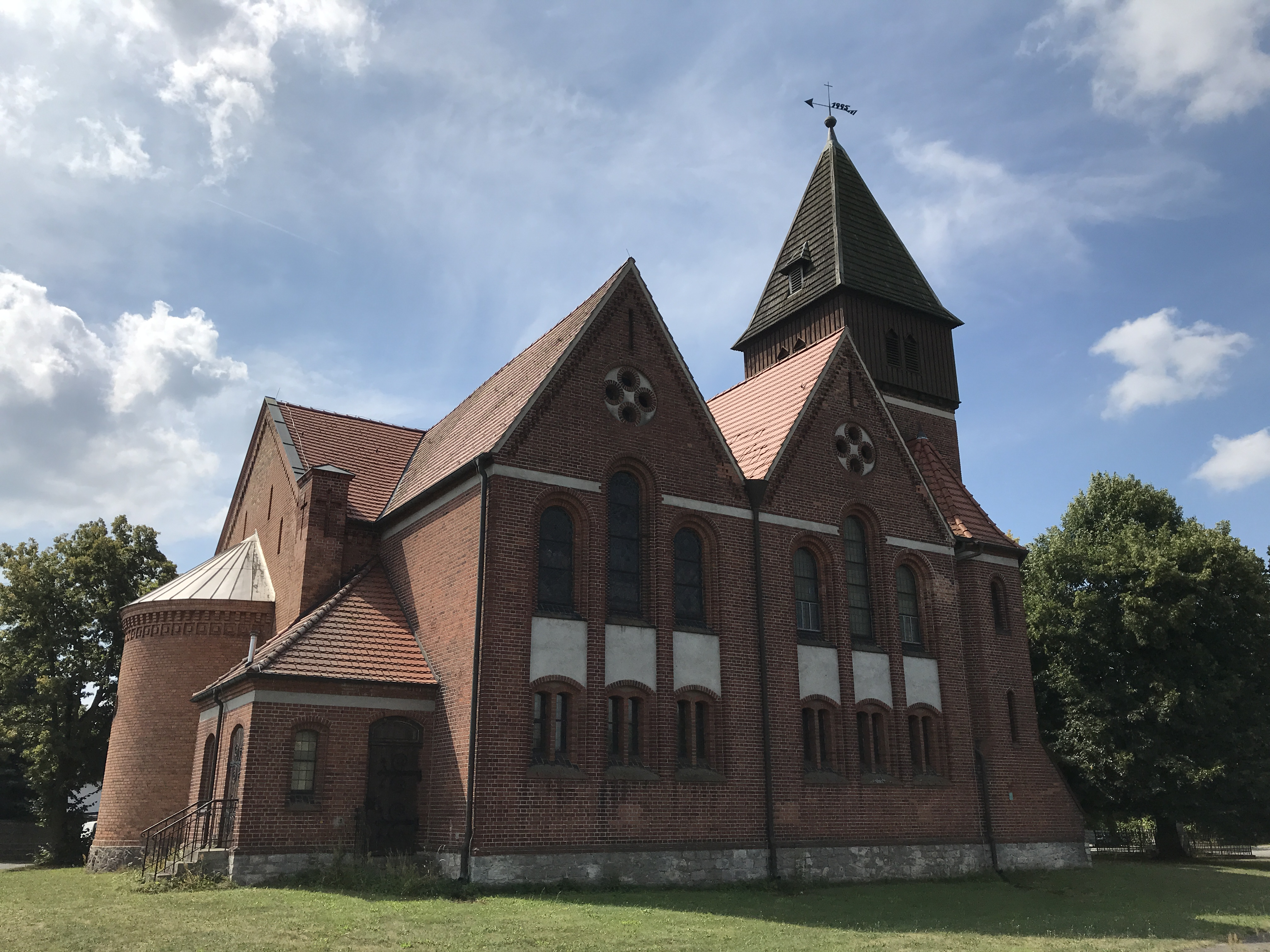
Dorfkirche Spreenhagen

Die evangelische Dorfkirche Spreenhagen ist eine Saalkirche im Rundbogenstil in Spreenhagen, einer Gemeinde im Landkreis Oder-Spree im Land Brandenburg. Die Kirchengemeinde gehört zum Kirchenkreis Oderland-Spree der Evangelischen Kirche Berlin-Brandenburg-schlesische Oberlausitz.

## Lage
Die Hauptstraße verläuft in West-Ost-Richtung als zentrale Verbindungsachse durch den Ort. Am Dorfanger spannt die südlich verlaufende Alte Dorfstraße eine ellipsenförmige Fläche auf. Dort steht die Kirche auf einem Grundstück, das nicht eingefriedet ist.

## Geschichte
Der Sakralbau wurde im Jahr 1855 errichtet und erhielt in den Jahren 1901 bis 1903 einen Anbau im Norden sowie einen Nordwestturm. Die Kirche erinnert in ihrem Baustil an die Dorfkirche Kagel, die in den Jahren 1869 bis 1871 errichtet worden war. Von 1996 bis 1997 restaurierte die Kirchengemeinde das Bauwerk.

## Baubeschreibung

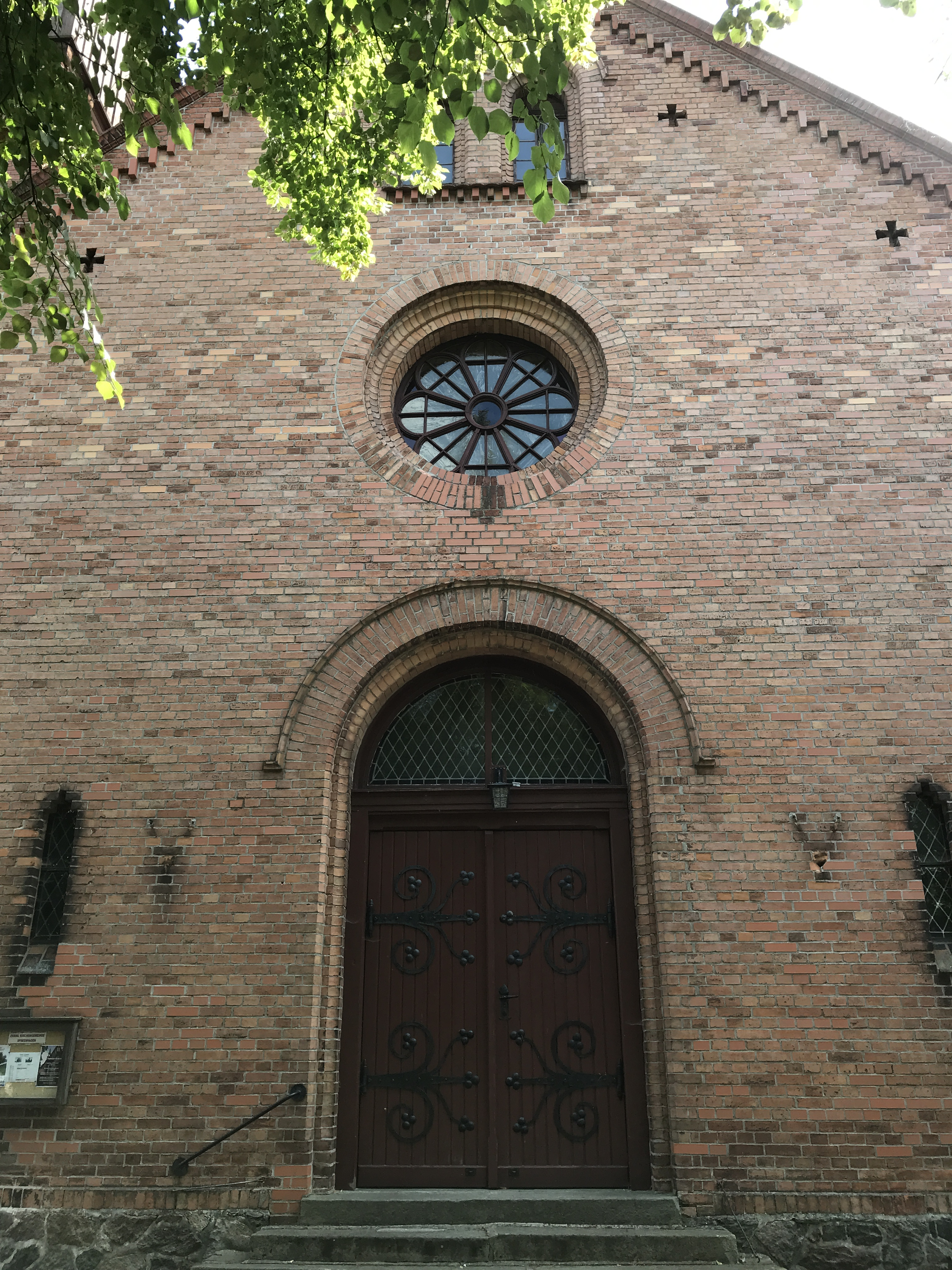
Westportal

Die Kirche wurde im Wesentlichen aus gelblichem Mauerstein auf einem Sockel aus unbehauenen und nicht lagig geschichteten Feldsteinen errichtet. Die Apsis ist halbrund und stark eingezogen, mittig ist eine kreisförmige Blende mit einem darin aus Mauersteinen gearbeiteten Kreuz. Am Übergang zur Dachtraufe ist ein umlaufender Fries.
Daran schließt sich das Kirchenschiff an. Dessen Ecken werden durch Lisenen betont. Die Ostwand ist geschlossen. Im Giebel sind vier schmale und hochrechteckige Blenden; an der südlichen Lisenenecke ein aus Mauersteinen hergestelltes Kreuz. Am Übergang zum Dach ist ein weiterer Fries. An der nördlichen Seite steht ein kleiner, im Grundriss rechteckiger Anbau, der über zwei Türen von Norden bzw. Osten her betreten werden kann. Neben den rundbogenförmigen Pforten ist jeweils ein segmentbogenförmiges Fenster. An der Nordseite des Kirchenschiffs dominieren zwei miteinander verbundene Anbauten. Sie haben jeweils einen rechteckigen Grundriss und sind an ihrer Nordseite aufwendig gestaltet. An jeder Fassade sind drei große, rundbogenförmige Blenden, von denen sich die jeweils mittlere bis in den Giebel hineinzieht. Im unteren Bereich sind in jeder Blende zwei segmentbogenförmige Blenden mit je zwei gekuppelten, gedrückt-segmentbogenförmigen Fenstern. Darüber folgen ein weiß verputztes Feld sowie ein weiteres Fenster. Im Giebel ist jeweils ein Vierpass mit einer schlitzförmigen Öffnung am Dachfirst. Das südliche Langhaus ist deutlich schlichter. Hier sind im unteren Bereich vier segmentbogenförmige Öffnungen, die sorgfältig mit Mauersteinen verschlossen wurden. Die ursprüngliche Lage und Größe ist allerdings insbesondere noch durch die Bogensteine erkennbar, die in der Fassade verblieben. Darüber sind ein umlaufender Fries sowie vier weitere, große Rundbogenfenster. An der westlichen Front des Schiffs dominiert im unteren Geschoss ein weiteres Rundbogenportal, darüber ein großes Rundbogenfenster. Im Giebel sind zwei gekuppelte Rundbogenfenster.
An die beiden nördlichen Anbauten schließt sich der quadratische Kirchturm an. Er kann durch eine große Rundbogenpforte von Westen her betreten werden. Der Turm ist gegenüber dem Schiff leicht eingezogen und nach Nordwesten versetzt. Im Glockengeschoss ist ein verbretterter Aufsatz, der leicht hervorspringt. Dort sind an jeder Seite zwei Klangarkaden, darüber ein spitzes Pyramidendach mit Turmkugel, Wetterfahne mit der Jahreszahl 1995 sowie Kreuz.

## Ausstattung
Die Kirchenausstattung stammt einheitlich aus dem Jahr 1902, darunter auch die Westempore. Das Bauwerk ist in seinem Innern flach gedeckt; dabei öffneten Handwerker den nördlichen Anbau durch zwei Arkaden zum Schiff. Auf der Empore errichtete Wilhelm Sauer im Jahr 1966 eine Orgel.
Westlich des Bauwerks erinnert ein Denkmal an die Gefallenen aus den Befreiungskriegen.